# Нсибиди
Нсибиди, или нчиббиди, — идеографическо-мнемоническая письменность, использующаяся в Нигерии.

## Термин
По предположению Гольди, слово нсибиди происходит от глагола языка эфик sibi («резать»), однако, по словам Дж. К. МакГрегора, слово sibi имеет значение «нарезать», а не «гравировать». Также МакГрегор предположил, что слово нсибиди происходит от слова sibidi («играть» на языке ибибио), аргументируя это тем, «что они научились этим вещам из игр идиоков». По предположению П. А. Талбота, слово нсибиди связано с глаголом nʨibbi языка экои, означающем поворачивать, а также выражающего живость восприятия, а отсюда ловкость, хитрость, двусмысленность.

## Письменность
Письменность нсибиди была неизвестна европейским учёным и впервые была открыта параллельно Т. Д. Максвеллом в 1904 году и Дж. К. Макгрегором в 1905 году. Нсибиди — идеографическая письменность, большинство знаков её носит пиктографический характер. Некоторые символы этой письменности широко известны, однако о большинстве знаков имело представление, вероятно, уже не существующее тайное общество нсибиди, для вступления в которое требуется особая предварительная подготовка, так как для непосвящённых знаки были исполнены тайной магией и казались им даже способными наносить вред, так как их написание могло сопровождаться колдовскими действиями.
Эльфинстон Дейрелл предполагает, что существует несколько видов нсибиди, каждый из которых понятен лишь членам определённой общины. Знаки, известные всем общинам, по большей части открыто вытатуировывались на лице, руках, ногах. Местное поселение старается скрывать от европейцев своё знакомство с письменностью. Нсибиди используется главным образом для выражения любви, однако встречаются и сообщения иного рода, например, запись судебного разбирательства, предупреждения о запрете ходить по определённой дороге, грозящем другу аресте, сообщения о намерениях вождя.
Сообщения нсибиди рисуются или вырезаются на кусках расколотых пальмовых стволов.

Образцы знаков нсибиди
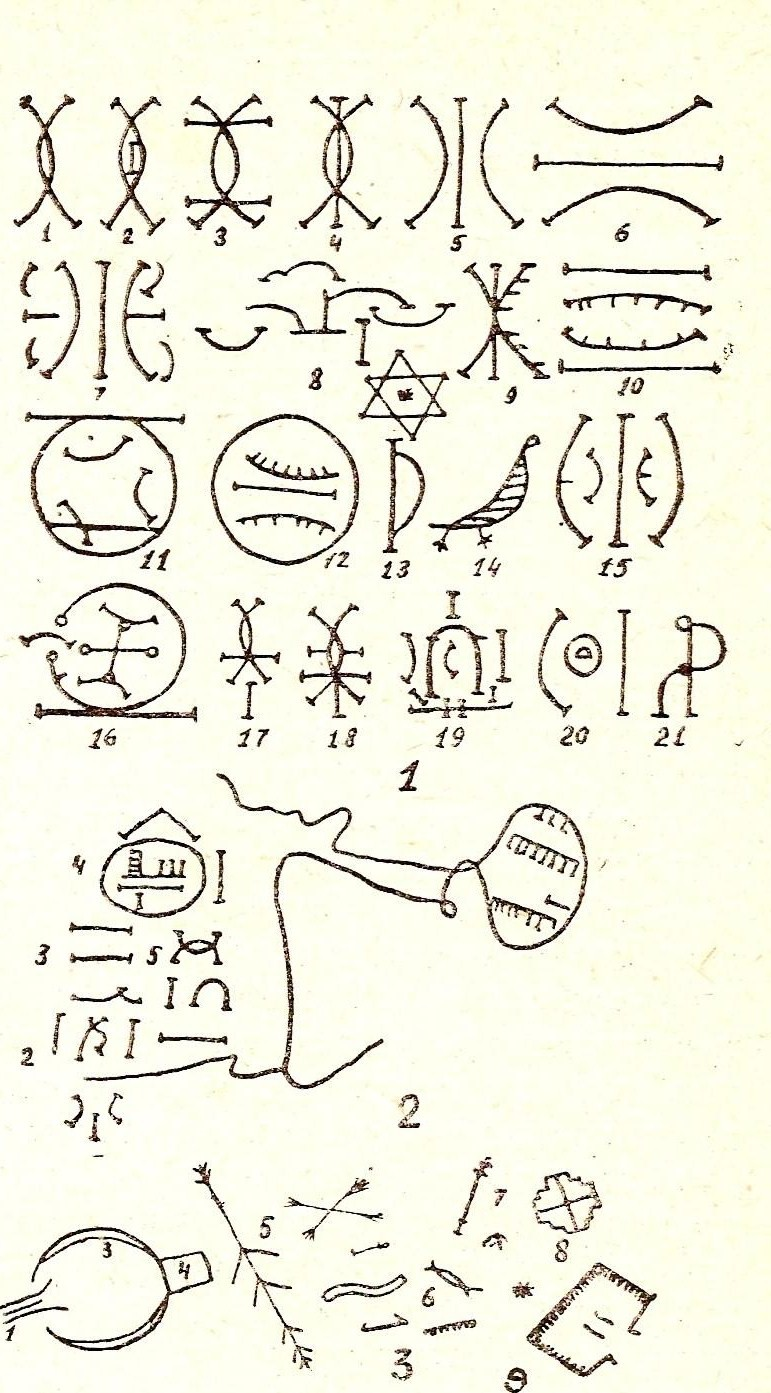
Сообщения нсибиди

## Происхождение
Происхождений письменности нсибиди не ясно. Согласно предположениям местного населения, нсибиди изобретена народом угуакима (также известного как эбе или уянга) — ответвления племени ибо. Также существует сказка о том, как племя угуакима научилось письму от бабуинов, называемых идиоками, которые собирались вокруг их костров.
По словам британского лингвиста Дэвида Дирингера, эти истории говорят о том, что письменность нсибиди является настолько древней, что даже местная традиция не сохранила никаких сведений относительно её подлинного происхождения.